# Al-Kámil Saabán egyiptomi szultán
Al-Kámil Saabán, trónra lépése előtt Szajf ad-Dín Saabán ibn an-Nászir Muhammad (? – Egyiptom, Kairó, 1346. szeptember 21.) an-Nászir Muhammad fia, az egyiptomi türk (elterjedt, de pontatlan elnevezéssel bahri) mamlúkok tizenhetedik szultánja, egyben az 1382-ig uralkodó kalávúnida dinasztia nyolcadik tagja volt (uralkodott 1345. augusztus 4. – 1346. szeptember 19. között). Teljes titulusa al-Malik al-Kámil („a tökéletes király”).

## Uralkodása
Azután került trónra – ötödikként Muhammad szultán nyolc fia közül –, hogy édestestvére, asz-Szálih Iszmáíl betegségben elhunyt 1345 augusztusában. Mostohaapjuk, a már Iszmáíl uralkodása idején nagy befolyásra szert tett Argún al-Alái már bátyja életében nagy összegeket fordított Saabán örökösödésének elismerésére. Saabánnak – Iszmáílhoz hasonló módon – csak kölcsönös szerződéskötés után voltak hajlandóak esküt tenni az előkelőségek, ez azonban nem garantálta a békét, főleg, hogy a szultán gyakran nem hallgatott az uralkodása alatt döntő befolyást szerző Alái mértékletes tanácsaira. 
Hatalmukat aláásta, hogy 1346 áprilisában az Argúnnal rivalizáló főembereket, Almalikot és Kumárit Alexandriába száműzték és elkobozták a vagyonukat, nyáron pedig, Saabán egy Júszuf nevű féltestvére halálakor széles körben elterjedt az a vélekedés, hogy a szultán állt a hirtelen haláleset mögött. Az uralkodó ráadásul tervezni kezdte, hogy költséges, pompás zarándoklatot tesz a Hidzsázba, ami rendkívüli mértékben megemelte az alattvalókat sújtó terheket, és jelentős kiadásokat rótt a magas rangú emírekre is. Amikor a szultán két másik féltestvérét, Háddzsit és Huszajnt is elfogatta szeptember 18-án, a mamlúksereg fellázadt, és a kis számú lojális katona élén ellenük vonuló szultánt nagybátyjával együtt elfogták. Másnap a börtönből kiszabadított Háddzsit tették trónra, Saabánt pedig két napra rá kivégezték. A harcban megsebesült Argún al-Aláit utóbb Alexandriába vitték, ahol őt is elérte a végzet.